# Fichi secchi di Carmignano
I fichi secchi di Carmignano sono un prodotto agro-alimentare tipico di Carmignano (provincia di Prato) (un tempo detta "Carmignan de' fichi"), ottenuto con l'essiccazione di fichi.
Sono stati inseriti nei 455 prodotti tipici della Toscana. Particolare è la tecnica di essiccarli ed "appicciarli". A partire dal 1º dicembre del 2001 i fichi secchi di Carmignano hanno anche un proprio disciplinare e sono presidio Slow Food.
Vennero citati nel XV secolo dal mercante pratese Francesco Datini. La coltura occupava i margini dei poderi e agli inizi del Novecento il prodotto era ampiamente esportato negli Stati Uniti. Dopo la seconda guerra mondiale, tuttavia, la coltura è caduta in disuso.
Oggi sono sorti alcuni produttori che stanno cercando di valorizzare di nuovo questo prodotto. È ripresa anche l'esportazione, che grazie ad un consorzio della zona di Prato ha raggiunto la Germania. La produzione è di circa 10 quintali all'anno, inferiore alle richieste. 

## Sagre
Dal 2007 a Carmignano si tiene “Benvenuto fico secco", manifestazione organizzata dall'Associazione Produttori Fico Secco di Carmignano che segna l'apertura della stagione di vendita del fico secco.
I fichi secchi di Carmignano sono al centro di alcune delle più importanti sagre di paese tra cui la Sagra del Fico a Bacchereto, solitamente organizzata il primo weekend di settembre, e dell'Antica Fiera di Carmignano che si tiene da tradizione il primo martedì di dicembre.